# ذا فويس: أحلى صوت (الموسم 4)
الموسم الرابع من ذا فويس: أحلى صوت  أعطت إم بي سي إشارة تصويره يوم 6 سبتمبر 2017 في مؤتمر صحافي قبيل تصويره أعلنت فيه عن مدربيه الجدد حيث شهد هذا الموسم شبه الزلزال حيث تغير أغلب مدربيه ولم يبقى سوى عاصي الحلاني وانظم إليه كل من أحلام إليسا وحماقي الا أن mbc صدمت الجماهير العربية بخبر إستبعاد أحلام وتعويضها بنوال بعد أن قامت بتصوير كل الحلقات المسجلة والبرومو وقبيل عرض البرنامج بأقل من شهر. وبعد فترة من التأجيلات قررت mbc إعادة الملكة للبرنامج لعدة اعتبارات أهمها ضرورة الحلقات التلقائية والفائز بالطبعة الرابعة من ذا فويس بالنسخة العربية هي دموع تحسين عراقية الجنسية بعد تحصلها على أعلى نسبة تصويت وكما عرفت دموع خلال البرنامج بخامة صوتها الناذرة، حيث وصفتها الملكة أحلام بعروستي العراقية وكذا بالحصان الرابح. كما شهد تغيير كلي في مقدميه ليتولى تقديمه كل من ناردين فرج مقدمة فقرة أرابز غوت تالنت إكسترا في الموسمين 3 و4 وإي تي بالعربي وبدر ال زيدان مقدم صباح الخير يا عرب حاليا وإي تي بالعربي سابقا على إم بي سي.
أما جديد هذا الموسم، فهو إتاحة فرص خطف غير محدودة للمواهب من فرق المدربين الآخرين والإستقرار على مشترك واحد خطف من فريق المدربين الآخرين بعد أن استبعدهم مدربهم بحيث كل موهبة مختطفة جديدة تؤدي لخروج الموهبة المختطفة السابقة إلى غاية الاستقرار على موهبة مختطفة أخيرة. بعد أن اقتصرت على خطف مشترك واحد فقط من فريق آخر مستبعد والتي أضيفت في الموسم الثاني. كما تم تغيير شكل الديكور ليصبح مشابه لديكور BBC The Voice. أما التعديلات التفصيلية الأخرى في بنية الموسم الرابع فأبرزها إلغاء ما كان يُعرَف في الموسم الثالث بـالـ "Double Blind" أو «الستارة المزدوجة»، التي كانت تحجب بعض المشتركين المُختارين عن المدرّبين وكذلك عن الجمهور في الاستوديو وعن المشاهدين في منازلهم.

## النظام

### مرحلة الصوت وبس
تعرض على مدى خمس حلقات، يختار خلالها كل مدرب الأصوات التي تنال إعجابه دون أن يتمكن من رؤية أصحابها، فهم يجلسون على كراسي لونها أحمر وظهرهم مدار للمتسابقين. إذا أعجبه الصوت، على الفنان أن يضغط الزر الأحمر الموجود أمامه. هذا يعني «صوتك حلو وأرغب بتدريبك»، حينها يدور الكرسي الجالس عليه المدرب 180 درجة لكي يرى صاحب ذلك الصوت.
بحال ضغط أكثر من مدرب على الزر الأحمر، على المتسابق اختيار مع من يرغب بالتدرب. بختام هذه الجولة سيكون لكل مدرب فريقا خاصا به مؤلف من 12 متسابق. لدى كل متسابق في هذه المرحلة دقيقة ونصف لتأدية أي أغنية يريدها ويعتقد أنها ستجذب المدربين. جميع المتسابقين يدخلون المسرح دون أن يتم الأعلان عن أسمهم، جنسيتهم، جنسهم

### مرحلة المواجهة
مؤلفة بين 40 و48 متسابق، 10 أو 12 لكل فريق تمتد على مدى ثلاث حلقات. يكون كل مدرب ثنائيات أو ثلاثيات غنائية ويعطي كل مجموعة أغنية، التي ستتدرب على أدائها تحت إشرافه وإشراف مساعد له وهو المستشار. بعدها يتم الانتقال إلى مسرح المواجهة، وهو على شكل حلبة ملاكمة، حيث يتنافس المشتركون في تأدية أغنياتهم، وعلى المدرب إقصاء أحد المشتركين. فقط أفضل خمس متسابقين من كل فريق يختارهم مدربوهم ينتقلون للمرحلة التالية. وينضم اليهم مشترك سادس يخطفه أحد المدربين من الفرق الأخرى حيث هذه الخاصية اضيفت حديثا في هذاذا الموسم، يمكن اقتناص عدد لا نهائي من المواهب بحيث كل موهبة مختطفة جديدة تؤدي لخروج الموهبة المختطفة السابقة إلى غاية الاستقرار على موهبة مختطفة أخيرة. بعد أن اقتصرت على خطف مشترك واحد فقط من فريق آخر مستبعد والتي أضيفت في الموسم الثاني.

### مرحلة العروض المباشرة
تتألف من ست حلقات تعرض مباشرة على الهواء، وتتضمن الأداء الحي على المسرح ويتافس 24 متسابق، ست لكل مدرب بين بعضهم البعض. بهذه الجولة الجمهور في المنازل يصوت للإبقاء واحد من كل فريق. أما المدربون يختارون واحد آخر من فريقهم للبقاء في المنافسة.
بعدها يختار الجمهور مجددًا من يريد أن يبقى، المتسابق الذي اختاره الجمهور أم اختيار المدرب. وهكذا تمتد حتى الحلقة النهائية التي سيعلن فيها الفائز بالبرنامج وحامل لقب «أحلى صوت» من بين الأربعة المتبقين.

## المقدمين
- ناردين فرج
- بدر آل زيدان

## المدربين
فريق المدربين في الموسم الرابع مؤلف من أربعة من أبرز نجوم الغناء في العالم العربي هم (مرتبين حسب جلوسهم في المسرح بدءا من اليسار إلى اليمين):
| المدربون | حماقي | إليسا | أحلام | عاصي |

## الحلقات

### مرحلة الصوت وبس

#### الحلقة الأولى:10 فبراير2018
| التسلسل | المتسابق          | الأغنية                                          | خيارات المدربين والمتسابقين | خيارات المدربين والمتسابقين | خيارات المدربين والمتسابقين | خيارات المدربين والمتسابقين |
| التسلسل | المتسابق          | الأغنية                                          | حماقي                       | إليسا                       | أحلام                       | عاصي                        |
| ------- | ----------------- | ------------------------------------------------ | --------------------------- | --------------------------- | --------------------------- | --------------------------- |
| 1       | دموع تحسين        | "تايبين" ياس خضر                                 | ✔                           | ✔                           | ✔                           | ✔                           |
| 2       | حسين بن حاج       | "أنا المغبون" الشاب خالد                         | ✔                           | ✔                           |                             |                             |
| 3       | علي قاضي          | "مالك يا حلوة مالك" صباح فخري                    |                             |                             |                             |                             |
| 4       | آية دغنوج         | "العيون السود" وردة                              | ✔                           | ✔                           | ✔                           | ✔                           |
| 5       | ساجدة الخطابي     | "حالتي حالة" بلقيس و أحمد فتحي                   |                             | ✔                           |                             |                             |
| 6       | عبد الرحمن المفرج | "دخيلك الله"، ذكرى "يا منيتي"، عبد المحسن المهنا | ✔                           | ✔                           | ✔                           |                             |
| 7       | محمد علي          | "Love Me Better" جيمس بلانت                      | ✔                           | ✔                           | ✔                           | ✔                           |
| 8       | شرين إبراهيم      | "Oy Felek" murat bektaş                          |                             |                             |                             |                             |
| 9       | عبود أغوب         | "كامل الأوصاف" عبد الحليم حافظ                   |                             |                             |                             | ✔                           |
| 10      | رنا عتيق          | "حبيبي يسعد أوقاته" أم كلثوم                     | ✔                           | ✔                           | ✔                           | ✔                           |

#### الحلقة الثانية:17 فبراير2018
| التسلسل | المتسابق         | الأغنية                                                    | خيارات المدربين والمتسابقين | خيارات المدربين والمتسابقين | خيارات المدربين والمتسابقين | خيارات المدربين والمتسابقين |
| التسلسل | المتسابق         | الأغنية                                                    | حماقي                       | إليسا                       | أحلام                       | عاصي                        |
| ------- | ---------------- | ---------------------------------------------------------- | --------------------------- | --------------------------- | --------------------------- | --------------------------- |
| 1       | جيانا غنطوس      | "هذه ليلتي" أم كلثوم                                       | ✔                           | ✔                           | ✔                           | ✔                           |
| 2       | علي رشيد         | "نام" وليد الشامي                                          |                             | ✔                           | ✔                           |                             |
| 3       | تامر غرغور       | "This Love" مارون 5                                        |                             |                             |                             |                             |
| 4       | همسة منيف        | "الأطلال" أم كلثوم                                         |                             | ✔                           | ✔                           |                             |
| 5       | خالد حلمي        | "كل واحد" آدم                                              |                             | ✔                           |                             |                             |
| 6       | ربيع حجار        | "When I Was Your Man" برونو مارس                           | ✔                           | ✔                           | ✔                           |                             |
| 7       | عصام سرحان       | "موال أندلسي تراثي" "لما بدا منك القبول"، عبد الصادق شقارة | ✔                           | ✔                           | ✔                           | ✔                           |
| 8       | فيصل الأنصاري    | "دمعي جرى بالخدود" محمد بن فارس                            | ✔                           | ✔                           | ✔                           | ✔                           |
| 9       | أنس فحاصة        | "Perfect" إد شيران                                         |                             |                             |                             | ✔                           |
| 10      | سارة الغالي      | "جاروا الحبايب"، وديع الصافي "كان عندي غزال"، دريد عواضة   |                             |                             |                             |                             |
| 11      | سير عابدين       | "موال ليله هوي" "صدفة"، محمد وردي                          | ✔                           |                             |                             |                             |
| 12      | شيماء عبد العزيز | "جينك لبابك حبيبي" نعيمة سميح                              | ✔                           | ✔                           | ✔                           | ✔                           |

#### الحلقة الثالثة:24 فبراير2018
| التسلسل | المتسابق        | الأغنية                                             | خيارات المدربين والمتسابقين | خيارات المدربين والمتسابقين | خيارات المدربين والمتسابقين | خيارات المدربين والمتسابقين |
| التسلسل | المتسابق        | الأغنية                                             | حماقي                       | إليسا                       | أحلام                       | عاصي                        |
| ------- | --------------- | --------------------------------------------------- | --------------------------- | --------------------------- | --------------------------- | --------------------------- |
| 1       | ماريز فرزلي     | "Listen" بيونسي                                     | ✔                           | ✔                           | ✔                           | ✔                           |
| 2       | بتول بني        | "يا طير الطاير" صباح                                | ✔                           | ✔                           | ✔                           | ✔                           |
| 3       | مروان الفقي     | "وينك" عبد الله رويشد                               |                             | ✔                           |                             |                             |
| 4       | نادية شيبوب     | "أهوى" أسمهان                                       |                             |                             |                             |                             |
| 5       | سميرة براهمية   | "Ezzi Ssaa"، سليمان عازم "Fragile"، ستينغ           | ✔                           | ✔                           |                             |                             |
| 6       | إلياس مبروك     | "Isn't She Lovely" ستيفي وندر                       | ✔                           | ✔                           |                             |                             |
| 7       | سها المصري      | "يا ليل يا جامح" أحلام                              | ✔                           | ✔                           | ✔                           | ✔                           |
| 8       | أسامة سعيد      | "مال القمر مالو" محمد فوزي                          |                             |                             |                             |                             |
| 9       | أحمد عبد السلام | "تسألني" ماجد المهندس                               | ✔                           | ✔                           | ✔                           | ✔                           |
| 10      | رينا دي         | "I Love You More Than You'll Ever Know" دوني هاتواي | ✔                           | ✔                           | ✔                           |                             |
| 11      | يوسف السلطان    | "Annem"، كيباريه "تحدوه البشر"، راشد الماجد         | ✔                           | ✔                           | ✔                           | ✔                           |

#### الحلقة الرابعة:3 مارس2018
| التسلسل | المتسابق         | الأغنية                              | خيارات المدربين والمتسابقين | خيارات المدربين والمتسابقين | خيارات المدربين والمتسابقين | خيارات المدربين والمتسابقين |
| التسلسل | المتسابق         | الأغنية                              | حماقي                       | إليسا                       | أحلام                       | عاصي                        |
| ------- | ---------------- | ------------------------------------ | --------------------------- | --------------------------- | --------------------------- | --------------------------- |
| 1       | أحمد الحافظ      | "أمانة عليك" كارم محمود              | ✔                           |                             |                             |                             |
| 2       | فؤاد الجريتلي    | "creep" راديوهيد                     | ✔                           | ✔                           | ✔                           |                             |
| 3       | صفاء سعد         | "إفرح يا قلبي" أم كلثوم              | ✔                           | ✔                           | ✔                           | ✔                           |
| 4       | عبد الله إبراهيم | "مرّت" طلال مداح                      |                             |                             |                             |                             |
| 5       | نهاد ضريف        | "موال يا غربتي" "طير الحب"، هدى سعد  |                             |                             | ✔                           |                             |
| 6       | قمر منصور        | "How Deep Is Your Love" كالفين هاريس | ✔                           |                             |                             |                             |
| 7       | سلطان صالح       | "قهوة الوداع" حسين الجسمي            | ✔                           |                             |                             | ✔                           |
| 8       | عبد الحميد راشد  | "شِفت" حسين الجسمي                    |                             |                             |                             |                             |
| 9       | ريتا كاميلوس     | "Without You" ماريا كاري             | ✔                           | ✔                           | ✔                           | ✔                           |
| 10      | شربل القاضي      | "A Time For Us" آندي ويليامز         |                             |                             |                             | ✔                           |
| 11      | أولغا القاضي     | "wolves" سيلينا غوميز                |                             |                             | ✔                           | ✔                           |
| 12      | أحمد الحلاق      | "يمر عُجُبا" عمر البطش                 | ✔                           | ✔                           | ✔                           | ✔                           |

#### الحلقة الخامسة:10 مارس2018
| التسلسل | المتسابق      | الأغنية                                       | خيارات المدربين والمتسابقين | خيارات المدربين والمتسابقين | خيارات المدربين والمتسابقين | خيارات المدربين والمتسابقين |
| التسلسل | المتسابق      | الأغنية                                       | حماقي                       | إليسا                       | أحلام                       | عاصي                        |
| ------- | ------------- | --------------------------------------------- | --------------------------- | --------------------------- | --------------------------- | --------------------------- |
| 1       | هالة مالكي    | "على عيني" وردة الجزائرية                     | ✔                           | ✔                           | ✔                           | ✔                           |
| 2       | إيلين مصري    | "Sweet Dreams" بيونسيه                        |                             | ✔                           |                             |                             |
| 3       | حمودة خيري    | "بعيد عنك" أم كلثوم                           |                             |                             |                             |                             |
| 4       | لطيفة بوغرة   | "غير أنت" سعاد ماسي                           | ✔                           | ✔                           |                             |                             |
| 5       | سالي منصور    | "Tough Lover" كريستينا أغيليرا                | ✔                           | ✔                           | ✔                           | ✔                           |
| 6       | سارة عبد الله | "ألين اليوم" ذكرى                             |                             |                             |                             |                             |
| 7       | بشار الجواد   | "غيبي يا شمس" ملحم زين                        | ✔                           | ✔                           | ✔                           | ✔                           |
| 8       | حسن العطار    | "قالو الحب"، رابح صقر "Lay Me Down"، سام سميث | ✔                           | ✔                           | ✔                           | ✔                           |
| 9       | لينا قاسم     | "أنا في انتظارك" أم كلثوم                     | ✔                           |                             |                             |                             |
| 10      | نيرمين وهبة   | "شعوري ناحيتك" وردة                           |                             |                             | ✔                           |                             |

### مرحلة المواجهة

#### الحلقة الأولى:17 مارس2018
| 1 | حماقي | شيماء عبد العزيز | هالة مالكي    | "قال جاني بعد يومين" سميرة سعيد                 |   | ✔ |  |   |  |  |
| 2 | حماقي | عصام سرحان       | أحمد الحافظ   | "موال يا لانمي"، "البلبل ناغي" قدود حلبية       |   |   |  |   |  |  |
|   |       |                  |               |                                                 |   |   |  |   |  |  |
| 1 | إليسا | مروان الفقي      | خالد حلمي     | "ما أروعك" نبيل شعيل                            |   |   |  |   |  |  |
|   |       |                  |               |                                                 |   |   |  |   |  |  |
| 1 | عاصي  | ماريز فرزلي      | أنس فحاصة     | "Human" راغ إن بون مان                          |   |   |  |   |  |  |
| 2 | عاصي  | يوسف السلطان     | عبود أغوب     | "بالغرام"، وائل كفوري "أرامان"، إبراهيم تاتليسس | ✔ | ✔ |  |   |  |  |
|   |       |                  |               |                                                 |   |   |  |   |  |  |
| 1 | أحلام | نيرمين وهبة      | فيصل الأنصاري | "أعترف" ماجد المهندس وآمال ماهر                 |   |   |  | ✔ |  |  |

#### الحلقة الثانية:24 مارس2018
| التسلسل | المدرب | المتسابقين    | المتسابقين      | المتسابقين      | المتسابقين      | الأغنية                                              | تفاصيل الخطف | تفاصيل الخطف | تفاصيل الخطف | تفاصيل الخطف |
| التسلسل | المدرب | المتسابقين    | المتسابقين      | المتسابقين      | المتسابقين      | الأغنية                                              | حماقي        | إليسا        | أحلام        | عاصي         |
| ------- | ------ | ------------- | --------------- | --------------- | --------------- | ---------------------------------------------------- | ------------ | ------------ | ------------ | ------------ |
| 1       | عاصي   | آية دغنوج     | أحمد عبد السلام | أحمد عبد السلام | سلطان صالح      | "لو كان بخاطري أنا" راشد الماجد وآمال ماهر           |              |              | ✔            |              |
|         |        |               |                 |                 |                 |                                                      |              |              |              |              |
| 3       | حماقي  | لينا قاسم     | لينا قاسم       | رنا عتيق        | رنا عتيق        | "دارت الأيام" أم كلثوم                               |              |              |              |              |
| 4       | حماقي  | إلياس مبروك   | رينا دي         | رينا دي         | قمر منصور       | "Million Years Ago" أديل                             |              |              |              |              |
|         |        |               |                 |                 |                 |                                                      |              |              |              |              |
| 2       | أحلام  | همسة منيف     | همسة منيف       | دموع تحسين      | دموع تحسين      | "مثل النسيم" نوال الكويتية                           |              |              |              |              |
| 3       | أحلام  | نهاد ضريف     | نهاد ضريف       | سها المصري      | سها المصري      | "صافي" أسماء لمنور                                   |              |              |              |              |
|         |        |               |                 |                 |                 |                                                      |              |              |              |              |
| 2       | إليسا  | ساجدة الخطابي | ساجدة الخطابي   | أحمد الحلاق     | أحمد الحلاق     | "حول يا غنام" سهام رفقي                              |              |              |              |              |
| 3       | إليسا  | حسن العطار    | حسن العطار      | سميرة إبراهيمية | سميرة إبراهيمية | "بتذكرك بالخريف"، فيروز "Autumn Lraves"، نت كينغ كول |              |              |              |              |

#### الحلقة الثالثة:31 مارس2018
| التسلسل | المدرب | المتسابقين  | المتسابقين   | المتسابقين        | المتسابقين        | الأغنية                                 | تفاصيل الخطف | تفاصيل الخطف | تفاصيل الخطف | تفاصيل الخطف |
| التسلسل | المدرب | المتسابقين  | المتسابقين   | المتسابقين        | المتسابقين        | الأغنية                                 | حماقي        | إليسا        | أحلام        | عاصي         |
| ------- | ------ | ----------- | ------------ | ----------------- | ----------------- | --------------------------------------- | ------------ | ------------ | ------------ | ------------ |
| 4       | أحلام  | علي رشيد    | علي رشيد     | عبد الرحمن المفرج | عبد الرحمن المفرج | "مذهلة" محمد عبده                       | ✔            | ✔            |              | ✔            |
| 5       | أحلام  | سالي منصور  | سالي منصور   | فؤاد الجريتلي     | فؤاد الجريتلي     | "Can't Feel My Face" ذا ويكند           |              |              |              |              |
|         |        |             |              |                   |                   |                                         |              |              |              |              |
| 5       | حماقي  | حسين بن حاج | سير عابدين   | سير عابدين        | لطيفة بوغرة       | "يا غالي" جيتارا                        |              |              |              |              |
|         |        |             |              |                   |                   |                                         |              |              |              |              |
| 4       | إليسا  | إيلين مصري  | ربيع حجار    | ربيع حجار         | محمد علي          | "The Show Must Go On" كوين              |              |              |              |              |
| 5       | إليسا  | جيانا غنطوس | جيانا غنطوس  | صفاء سعد          | صفاء سعد          | "قال إيه بيسألوني" وردة                 |              | ✔            | ✔            |              |
|         |        |             |              |                   |                   |                                         |              |              |              |              |
| 6       | عاصي   | شربل القاضي | أولغا القاضي | أولغا القاضي      | ريتا كاميلوس      | "The Prayer" سيلين ديون وأندريا بوتشيلي |              |              | ✔            |              |
| 5       | عاصي   | بتول بني    | بتول بني     | بشار الجواد       | بشار الجواد       | "عاللي جرا" أصالة و صابر الرباعي        |              |              |              |              |

### مرحلة العروض المباشرة

#### الحلقة الأولى:7 أبريل2018
| التسلسل | المدرب | المتسابقين       | الأغنية                                           |
| ------- | ------ | ---------------- | ------------------------------------------------- |
| 1       | حماقي  | عصام سرحان       | "امان يا زمان"، موال "يا حلاوة الدنيا"، سيد مكاوي |
| 2       | حماقي  | رنا عتيق         | "لكتب عوراق الشجر" فريد الأطرش                    |
| 3       | حماقي  | إلياس مبروك      | "How Long" تشارلي بوث                             |
|         |        |                  |                                                   |
| 1       | أحلام  | دموع تحسين       | "بس تعود"، موال "بعد ما ربك أنطاك"، علي العيساوي  |
| 2       | أحلام  | أولغا القاضي     | "Caruso" إنريكو كاروسو                            |
| 3       | أحلام  | عبد الرحمن لمفرج | "ما عاد بدري" محمد عبده                           |
|         |        |                  |                                                   |
| 1       | عاصي   | بتول بني         | "لشحد حبك" نجوى كرم                               |
| 2       | عاصي   | ماريز فرزلي      | "When We Were Young" أديل                         |
| 3       | عاصي   | صفاء سعد         | "مافيني شي" ذكرى                                  |
|         |        |                  |                                                   |
| 1       | إليسا  | أحمد الحلاق      | "عيني بترف" كارم محمود                            |
| 2       | إليسا  | حسن العطار       | "أحبك"، حسين الجسمي "Stitches"، شون مينديز        |
| 3       | إليسا  | جيانا غنطوس      | "حيرانة ليه" ليلى مراد                            |

#### الحلقة الثانية:14 أبريل2018
| التسلسل | المدرب | المتسابقين       | الأغنية                                                   |
| ------- | ------ | ---------------- | --------------------------------------------------------- |
| 1       | أحلام  | فيصل الأنصاري    | "Como El Agua"، كامارون ديلا إيسلا "البتول"، راشد الماجد  |
| 2       | أحلام  | سها المصري       | "عالم سري" محمد مرشد ناجي                                 |
| 3       | أحلام  | فؤاد الجريتلي    | "Lost on You" إل بي                                       |
|         |        |                  |                                                           |
| 1       | حماقي  | حسين بن حاج      | "علاش الغدر"، بوجمعة العنقيس "يا الرايح"، دحمان الحراشي   |
| 2       | حماقي  | شيماء عبد العزيز | "فاتت سنة" ميادة الحناوي                                  |
| 3       | حماقي  | علي رشيد         | "أحبك من زمان"، حاتم العراقي "أخيرا قالها"، أحمد المصلاوي |
|         |        |                  |                                                           |
| 1       | إليسا  | ربيع الحجار      | "Mirrors" "جستين تيمبرلك"                                 |
| 2       | إليسا  | هالة مالكي       | "عايزة أحب" وردة                                          |
| 3       | إليسا  | خالد حلمي        | "كل القلوب"، جنات "متى أشوفك"، محمد رشدي                  |
|         |        |                  |                                                           |
| 1       | عاصي   | يوسف السلطان     | "على خدي" عبد الله فضالا                                  |
| 2       | عاصي   | آية دغنوج        | "حياتي" أصالة                                             |
| 3       | عاصي   | ريتا كاميلوس     | "Can't Help Falling in Love" إلفيس بريسلي                 |

#### الحلقة الثالثة:21 أبريل2018
| التسلسل | المدرب | المتسابقين       | الأغنية                                                       |
| ------- | ------ | ---------------- | ------------------------------------------------------------- |
| 1       | عاصي   | صفاء سعد         | "يا مجنون" أصالة                                              |
| 2       | عاصي   | يوسف السلطان     | "Tema de Amor El padrino"، آندي ويليامز "فقدتك"، حسين الجسمي  |
| 3       | عاصي   | آية دغنوج        | "هي كده الليالي" ميادة الحناوي                                |
| 4       | عاصي   | ماريز فرزلي      | "لا بأحلامك"، جوليا بطرس "one night only"، جنيفر هدسون        |
|         |        |                  |                                                               |
| 1       | إليسا  | حسن العطار       | "يا بعدهم كلهم" عبد المجيد عبد الله                           |
| 2       | إليسا  | أحمد الحلاق      | "سلم عليها يا هوى" ملحم بركات                                 |
| 3       | إليسا  | خالد حلمي        | "النهاية واحدة" وائل جسار                                     |
| 4       | إليسا  | هالة مالكي       | "عودت عينيك" أم كلثوم                                         |
|         |        |                  |                                                               |
| 1       | حماقي  | عصام سرحان       | "مجس" "سمي"، محمد عبده                                        |
| 2       | حماقي  | حسين بن حاج      | "موال جزائري"، كمال النايلي "يا صغيري"، ملحم زين              |
| 3       | حماقي  | رنا عتيق         | "تعالى" بوسي                                                  |
| 4       | حماقي  | شيماء عبد العزيز | "موال وأخا جونيمار"، نجاة عتابو "شدي ولدك عليا" زينة الداودية |
|         |        |                  |                                                               |
| 1       | أحلام  | دموع تحسين       | "أرجوك أرجوك" رباب                                            |
| 2       | أحلام  | فيصل الأنصاري    | "سلام" صابر الرباعي                                           |
| 3       | أحلام  | أولغا القاضي     | "يا طيور" أسمهان                                              |
| 4       | أحلام  | سها المصري       | "فهموه" ماجد المهندس                                          |

#### الحلقة الرابعة:28 أبريل2018
| التسلسل | المدرب | المتسابقين       | الأغنية                                                  |
| ------- | ------ | ---------------- | -------------------------------------------------------- |
| 1       | إليسا  | حسن العطار       | "ممنونك أنا" ملحم زين                                    |
| 2       | إليسا  | هالة مالكي       | "في يوم وليلة" وردة                                      |
| 3       | إليسا  | خالد حلمي        | "عنابي" كارم محمود                                       |
|         |        |                  |                                                          |
| 1       | عاصي   | يوسف السلطان     | "وهران" أحمد وهبي                                        |
| 2       | عاصي   | آية دغنوج        | "يا خموري" شبيلة راشد                                    |
| 3       | عاصي   | ماريز فرزلي      | "This is me" كيلا سيتل                                   |
|         |        |                  |                                                          |
| 1       | أحلام  | دموع تحسين       | "بالطيف إجاني أمس"، حسام الرسام "مرينا بيكم حمد" ياس خضر |
| 2       | أحلام  | أولغا القاضي     | "يا حبيبي" ماجدة الرومي                                  |
| 3       | أحلام  | فيصل الأنصاري    | "موال قمور" "أغنم زمانك" محمد بن فارس                    |
|         |        |                  |                                                          |
| 1       | حماقي  | عصام سرحان       | "موال أندلسي" "الالايلالي" تراث أندلسي                   |
| 2       | حماقي  | حسين بن حاج      | "Aicha (عايشة)" الشاب خالد                               |
| 3       | حماقي  | شيماء عبد العزيز | "يا دلالي عليه" وردة                                     |

#### الحلقة الخامسة:4 مايو2018
| التسلسل | المدرب | المتسابقين    | الأغنية                                                    | أغنية مع المدرب           |
| ------- | ------ | ------------- | ---------------------------------------------------------- | ------------------------- |
| 1       | عاصي   | يوسف السلطان  | رودريغو أمارانتي، "Tuyo" "أنا حنيت" ماجد المهندس           | "حبيب القلب" عاصي الحلاني |
| 2       | عاصي   | آية دغنوج     | "اسأل روحك" أم كلثوم                                       | "حبيب القلب" عاصي الحلاني |
|         |        |               |                                                            |                           |
| 1       | إليسا  | هالة مالكي    | "ما تفوتنيش أنا وحدي" سيد مكاوي                            | "يا مرايتي" إليسا         |
| 2       | إليسا  | خالد حلمي     | "جبار" عبد الحليم حافظ                                     | "يا مرايتي" إليسا         |
|         |        |               |                                                            |                           |
| 1       | حماقي  | حسين بن حاج   | "نوكل عليك" صابر الرباعي                                   | "ما بلاش" محمد حماقي      |
| 2       | حماقي  | عصام سرحان    | "موال برضاك" أم كلثوم                                      | "ما بلاش" محمد حماقي      |
|         |        |               |                                                            |                           |
| 1       | أحلام  | دموع تحسين    | "موال عراقي" "مرني" عبد الكريم عبد القادر                  | "ومستغرب" أحلام           |
| 2       | أحلام  | فيصل الأنصاري | "Besame mucho"، أندريا بوتشيلي "متيم في الهوى" كرامة مرسال | "ومستغرب" أحلام           |

#### الحلقة السادسة:11 مايو2018
| التسلسل | المدرب | المتسابقين   | الأغنية الأولى                                          | الأغنية الثانية                                     | الأغنية الخاصة بالفائز باللقب |
| ------- | ------ | ------------ | ------------------------------------------------------- | --------------------------------------------------- | ----------------------------- |
| 1       | أحلام  | دموع تحسين   | "موال عراقي" "ليلة ويوم"، سعدي الحلي                    | "على بالي" شيرين                                    | "تايبين" ياس خضر              |
|         |        |              |                                                         |                                                     |                               |
| 2       | حماقي  | عصام سرحان   | "والله ما يسوى"، حسين الجسمي "ذكرتك والسما مغيمة"، موال | "موال قولوا لها" "خمرة الحب"، صباح فخري             |                               |
|         |        |              |                                                         |                                                     |                               |
| 3       | إليسا  | هالة مالكي   | "When I Need You" ليو ساير                              | "للصبر حدود" أم كلثوم                               |                               |
|         |        |              |                                                         |                                                     |                               |
| 4       | عاصي   | يوسف السلطان | "رجاوي" راشد الماجد                                     | "موال لو علمت الدار" "راجع حساباتك"، عبد الله رويشد |                               |

## ملخص الموسم
| التسلسل | المدرب | المشتركين    | النتيجة       |
| ------- | ------ | ------------ | ------------- |
| 1       | أحلام  | دموع تحسين   | الفائز        |
| 2       | حماقي  | هاله مالكي   | المركز الثاني |
| 3       | عاصي   | يوسف السلطان | المركز الثالث |
| 4       | إليسا  |              | المركز الرابع |